# 폴린 프레더릭

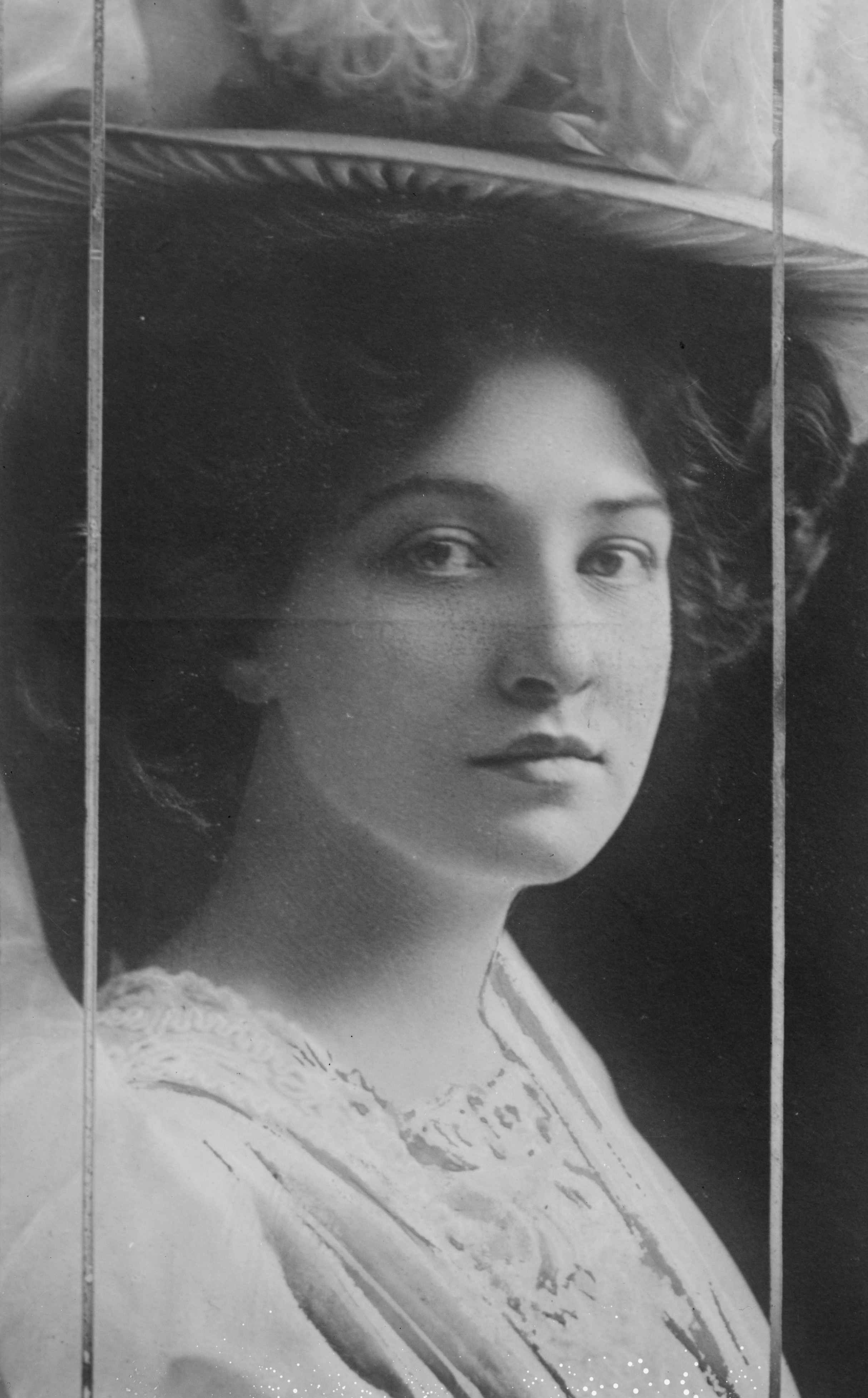

폴린 프레더릭(Pauline Frederick, 1883년 8월 12일 ~ 1938년 9월 19일)는 미국의 배우, 연극 배우, 영화배우이다.
보스턴에서 태어났으며 베벌리힐스에서 사망하였다. 사인은 천식이다.

## 영화
- 라모나 (1936년)
- 스물더링 파이어스 (1925년)